# 竹中功
竹中 功（たけなか いさお、1959年2月6日 - ）は日本の作家。大阪府大阪市出身。吉本興業・元社員。同志社大学法学部法律学科卒業、同志社大学大学院総合政策科学研究科修士課程修了。

## 経歴
同志社大学卒業後の1981年に吉本興業入社。入社早々『マンスリーよしもと』初代編集長を務め、吉本総合芸能学院（NSC）の設立、映画『ナビィの恋』（製作）『無問題』『無問題2』（以上、製作統括）など幅広い事業をプロデュース。
吉本興業・所属タレントなど関係者の不祥事を受けての謝罪会見における仕切りで名を上げ、謝罪マスターと呼ばれるようになる。
2000年、なんばクリエイターファクトリー学長に就任。
よしもとクリエイティブ・エージェンシー専務取締役、よしもとアドミニストレーション代表取締役を経て、「多忙になり過ぎて仕事の精度が落ちた」として2015年に吉本興業退社。2016年6月に個人事務所「株式会社モダン・ボーイズ」を立ち上げる（代表取締役は身内で、竹中自身はCOO）。
現在は作家のほか、危機管理コンサルタント、釈放前指導教育担当などの活動を積力的に行う。

## 著作
- 「わらわしたい　竹中版・正調よしもと林正之助伝」河出書房新社　1992/4発行
- 「よい謝罪　仕事の危機を乗り切るための謝る技術」日経BP社　2016/11発行
- 「よしもとで学んだ『お笑い』を刑務所で話す」にんげん出版　2017/7発行
- 「わらわしたい　正調よしもと林正之助伝」KKロングセラーズ　2017/9発行
- 「吉本興業をキラキラにした男　林弘高物語」（監修）KKロングセラーズ　2017/9発行
- 「お金をかけずにモノを売る　広報視点」経済界　2018/1発行
- 「謝罪的藝術」（「よい謝罪」繁体字中国語版）台湾角川　2018/3発行
- 「他人（ひと）も自分も自然に動き出す最高の『共感力』」日本実業出版社　2018/7発行
- 「仕事でも家庭でも「問題解決」に役立つ本『謝罪力』」日経BP社　2019/3発行
- 「吉本興業史」角川新書　2020/6発行
- 「こころをよむ 「お笑い」のチカラ」NHKテキスト　2021/6発行
- 「それでは釈放前教育を始めます! 10年100回通い詰めた全国刑務所ワチャワチャ訪問記」KADOKAWA　2023/3発行

## 映画製作
- 無問題（モウマンタイ）1999 エグゼクティブプロデューサー
- ナビィの恋 1999 製作
- 青の瞬間（とき）2001 製作
- 恐怖学園 2001 製作
- 無問題2 2001 プロデューサー
- 十七歳 2002 製作
- ごめん 2002 製作
- ホテル・ハイビスカス 2002 製作
- 棒たおし! 2003 製作
- ガキンチョ★ROCK 2003 製作
- ミラーを拭く男 2003 製作
- ビートキッズ 2004 製作
- スクラップ・ヘブン 2005 製作

## 出演
- 竹中功のアロハな気分（文化放送、2018年4月8日 - 2020年3月29日） - パーソナリティ